# Gitega (provincie)
Gitega (of Kitega) is een provincie in Centraal-Burundi. De provincie is een kleine 1800 vierkante kilometer groot en had in 1999 naar schatting 630.000 inwoners. De hoofdstad van de provincie is eveneens Gitega geheten.

## Grenzen
Als centrale provincie heeft Gitega enkel volgende acht provinciale grenzen:
- Ngozi in het noorden.
- Karuzi in het noordoosten.
- Ruyigi in het oosten.
- Rutana in het zuidoosten.
- Bururi in het zuidwesten.
- Mwaro in het westen.
- Muramvya in het westen.
- Kayanza in het noordwesten.

## Communes
De provincie bestaat uit tien gemeenten:
- Bugendana
- Bukirasazi
- Buraza
- Giheta
- Gishubi

- Gitega
- Itaba
- Makebuko
- Mutaho
- Ryansoro

Bubanza · Bujumbura Mairie · Bujumbura Rural · Bururi · Cankuzo · Cibitoke · Gitega · Karuzi · Kayanza · Kirundo · Makamba · Muramvya · Muyinga · Mwaro · Ngozi · Rumonge · Rutana · Ruyigi